# Drudkh
Drudkh est un groupe de black metal ukrainien, originaire de Kharkiv.

## Biographie
Drudkh, qui signifie « bois » en sanskrit, est formé en 2002 par Roman Saenko, leader de Hate Forest et Astrofaes, Thurios  de Hate Forest et Yuriy Sinitsky de Lucifugum et Definition Sane.
Au fil de son existence, Drudkh est particulièrement discret, ne communiquant que rarement et ne faisant aucun concert.
Le groupe publie son premier album studio, Forgotten Legends, en 2003. Il est suivi, en novembre 2004, par l'album Autumn Aurora.
En juin 2009 Drudkh sort l'album Microcosmos, qui est classé 11e du classement des 40 meilleurs albums de 2009 du magazine Terrorizer et 3e du classement des 30 meilleurs albums metal de 2009 de Haunting the Chapel, la section heavy metal du site web Stereogum.

## Style musical
Drudkh joue dans le style black metal et pagan metal. Le groupe emprunte à la musique traditionnelle ukrainienne, notamment via l'utilisation de la kobza. Les chansons de Drudkh sont en ukrainien depuis leurs débuts, tandis l'utilisation de la langue ukrainienne est alors rare dans la musique ukrainienne. Ils abordent des thèmes liés au folklore ukrainien et à la littérature ukrainienne. Ainsi, le groupe base son album de 2005 The Swan Road sur l'œuvre de Taras Chevtchenko
Il est également reconnu pour son style musical caractérisé par de longues compositions répétitives à évolution progressive et est ainsi associé au sous-genre du black metal atmosphérique.

## Positions politiques
Le groupe fait l'éloge du nationaliste ukrainien Stepan Bandera dans sa chanson Krov u nashyx krynycyax (« Du sang dans nos puits »). Cela vaut à Drudkh d'être associé au black metal néonazi, tout comme les groupes précédents de Roman Saenko, Hate Forest et Astrofaes. Drudkh est par ailleurs signé chez Supernal Music, un label de la scène black metal néonazie, jusqu'en 2007.
Le groupe adopte ensuite une approche moins axée sur la thématique du nationalisme, jusqu'à l'annexion de la Crimée en 2014, à la suite de laquelle le groupe renoue avec les thèmes nationalistes dans ses albums de 2015 et 2018.

## Membres

### Membres actuels
- Roman (Roman Saenko, Роман Саєнко) – guitare (depuis 2002)
- Thurios (Roman Blagyh, Роман Благих) – chant, guitare (depuis 2002)
- Krechet – basse (depuis 2006)
- Vlad – batterie, clavier (depuis 2006)

### Anciens membres
- Youriy Synytsky – batterie de session.
- Amorth –  batterie de session 2004-2006.

## Discographie

### Albums studio
- 2003 : Forgotten Legends
- 2004 : Autumn Aurora
- 2005 : The Swan Road
- 2006 : Blood in Our Wells
- 2006 : Songs of Grief and Solitude
- 2007 : Estrangement
- 2009 : Microcosmos
- 2010 : Handful of Stars
- 2012 : Eternal Turn of the Wheel
- 2015 : A Furrow Cut Short
- 2018 : Їм часто сниться капіж (They Often See Dreams About the Spring)
- 2022 : Всі належать ночі (All Belong to the Night)
- 2025 : Гра тіней (Shadow Play)

### EPs et splits
- 2007 : Anti-Urban (EP)
- 2010 : Slavonic Chronicles (EP)
- 2014 : Thousands of Moons Ago - The Gates (split)
- 2016 : One Who Talks with the Fog (split)
- 2016 : Зраджені сонцем (Betrayed by the Sun)
- 2017 : Десь блукає журба (Somewhere Sadness Wanders)